# Erebia adyte
Erebia adyte är en fjärilsart som beskrevs 1818 av den tyska entomologen Jacob Hübner. Den ingår i släktet Erebia och familjen praktfjärilar. Inga underarter finns listade i Catalogue of Life.